# Besbes
Besbes är en ort i Algeriet.   Den ligger i provinsen El Tarf, i den norra delen av landet, 400 km öster om huvudstaden Alger. Besbes ligger 20 meter över havet och antalet invånare är 66 287.
Terrängen runt Besbes är platt åt nordväst, men åt sydost är den kuperad. Runt Besbes är det ganska tätbefolkat, med 139 invånare per kvadratkilometer. Besbes är det största samhället i trakten. 